# La notte critica
La notte critica és una òpera en tres actes composta per Filippo Gherardesca sobre un llibret italià de Carlo Goldoni. S'estrenà a Pisa el 1769. A Catalunya, s'estrenà el 1769 al Teatre de la Santa Creu de Barcelona.